# Quintanar de la Orden
Quintanar de la Orden è un comune spagnolo di 12 150 abitanti situato nella comunità autonoma di Castiglia-La Mancia.